# Distrikt Totos
Der Distrikt Totos liegt in der Provinz Cangallo in der Region Ayacucho in Südzentral-Peru. Der Distrikt wurde am 12. Februar 1825 gegründet. Er besitzt eine Fläche von 115 km². Beim Zensus 2017 wurden 3177 Einwohner gezählt. Im Jahr 1993 lag die Einwohnerzahl bei 4162, im Jahr 2007 bei 4004. Sitz der Distriktverwaltung ist die 3286 m hoch gelegene Ortschaft Totos mit 299 Einwohnern (Stand 2017). Totos liegt 41 km westnordwestlich der Provinzhauptstadt Cangallo.

## Geographische Lage
Der Distrikt Totos liegt im Andenhochland im westlichen Süden der Provinz Cangallo. Der Río Pampas fließt entlang der südlichen Distriktgrenze nach Osten und entwässert das Areal.
Der Distrikt Totos grenzt im Westen an den Distrikt Paras, im Norden und im Osten an den Distrikt Chuschi sowie im Süden an Distrikt Vilcanchos (Provinz Víctor Fajardo).

## Ortschaften
Neben dem Hauptort gibt es folgende größere Ortschaften im Distrikt:
- Chacabamba
- Chuymay
- Huanupampa
- Lloqllasqa (344 Einwohner)
- Quiñasi
- Ramon Castilla (302 Einwohner)
- Veracruz (531 Einwohner)